# Лобода, Яков Данилович
Лобода Яков Данилович (25 октября 1928, Худолиевка, Шевченковский округ — 23 марта 2002, Кривой Рог, Днепропетровская область) — советский шахтёр, бригадир бурильщиков рудоуправления имени В. И. Ленина Министерства чёрной металлургии Украинской ССР. Почётный горняк СССР, Герой Социалистического Труда (1971).

## Биография
Родился 25 октября 1928 года на территории нынешней Черкасской области.
Получил среднее образование в вечерней школе в Кривом Роге (нынешней общеобразовательной школе № 42 Терновского района Кривого Рога). 
В 1953—1993 годах прошёл трудовой путь от лопатника, бурильщика, до бригадира бурильщиков в криворожском рудоуправлении имени В. И. Ленина. Работал на шахтах имени Орджоникидзе и имени Ленина.
С 1972 года — член Центрального комитета Всесоюзного центрального совета профессиональных союзов.
Новатор производства, наставник и рационализатор. Инициатор трудовых починов, периодически перевыполнял производственные нормы.
Делегат XXIV съезда КПСС.
Умер 23 марта 2002 года в Кривом Роге.
Похоронен в родном селе Худолиевка Чигиринского района Черкасской области.

## Награды
- Медаль «Серп и Молот» (30 марта 1971);
- Орден Ленина (30 марта 1971);
- Орден Трудового Красного Знамени;
- Орден «Знак Почёта»;
- знак «Шахтёрская слава» 1—3 степеней;
- Золотая медаль ВДНХ;
- Почётный горняк СССР.

## Память
- Имя на Стеле Героев в Кривом Роге.
- Имя в Книге трудовой славы Днепропетровской области.